# Kelisia vittipennis
Kelisia vittipennis är en insektsart som först beskrevs av Sahlberg 1868.  Kelisia vittipennis ingår i släktet Kelisia och familjen sporrstritar. Arten är reproducerande i Sverige. Inga underarter finns listade i Catalogue of Life.